# ウィリアム・T・ピュー
ウィリアム・T・ピュー（William T. Pugh、1845年10月31日 - 1928年8月9日）は、アメリカ合衆国の政治家、連邦保安官代理。
ウェールズで生まれ、1885年にアメリカ合衆国に移住し、ウィスコンシン州のカンブリアに定住する。1864年にウィスコンシン州のポーテージ都に引っ越す。南北戦争中は、第一連隊ウィスコンシン銃砲隊のバッテリーEに所属していた。1872年にウィスコンシン州のオークレアに移住し、機関車技師を務めた。1891年と1892年は共和党員としてウィスコンシン州議会代議院に出席した。1900年から逝去までは、連邦保安官を務め、長い闘病の末に、ウィスコンシン州のカンブリアにある自宅で亡くなった。